# Terry Yorath
Terry Yorath, właśc. Terence Charles Yorath (ur. 27 marca 1950 w Cardiff) – walijski piłkarz grający na pozycji pomocnika. W swojej karierze rozegrał 59 meczów w reprezentacji Walii i strzelił w nich 2 gole.

## Kariera klubowa
Karierę piłkarską Yorath rozpoczął w klubie Leeds United. W 1966 roku awansował do kadry pierwszej drużyny. W sezonie 1966/1967 zadebiutował w barwach Leeds w Division One. Podstawowym zawodnikiem Leeds stał się w sezonie 1972/1973. W 1968 roku osiągnął z Leeds swój pierwszy sukces w karierze, gdy zdobył Puchar Ligi Angielskiej. W 1972 roku sięgnął po Puchar Anglii. W latach 1970 i 1973 także dotarł z Leeds do finału tego pucharu, jednak zespół ten przegrał oba mecze. W sezonie 1973/1974 wywalczył z Leeds tytuł mistrza Anglii. Wraz z Leeds Yorath wystąpił również w dwóch finałach europejskich pucharów: w 1973 roku w przegranym finale Pucharu Zdobywców Pucharów z Milanem (0:1) oraz w 1975 roku w przegranym finale Pucharu Mistrzów z Bayernem Monachium (0:2). W Leeds Yorath grał do końca sezonu 1975/1976.
Latem 1976 roku Yorath przeszedł do Coventry City. Zadebiutował w nim 4 września 1976 w przegranym 1:3 wyjazdowym meczu z Liverpoolem. W Coventry pełnił funkcję kapitana. W klubie tym występował do zakończenia sezonu 1978/1979.
W 1979 roku Yorath został zawodnikiem londyńskiego Tottenhamu Hotspur. W Tottenhamie swój debiut zanotował 18 sierpnia 1979 w domowym spotkaniu z Middlesbrough (1:3). W Tottenhamie grał przez dwa sezony.
W 1981 roku Yorath przeszedł do grającego w NASL, Vancouver Whitecaps. W 1982 roku wrócił do Anglii. Grał w: Bradford City, a następnie w Swansea City, w którym w 1986 roku zakończył karierę.
| Sezon   | Klub                | Kraj              | Rozgrywki      | Mecze | Bramki |
| ------- | ------------------- | ----------------- | -------------- | ----- | ------ |
| 1967/68 | Leeds United        | Anglia            | Division One   | 1     | 0      |
| 1968/69 | Leeds United        | Anglia            | Division One   | 0     | 0      |
| 1969/70 | Leeds United        | Anglia            | Division One   | 11    | 0      |
| 1970/71 | Leeds United        | Anglia            | Division One   | 3     | 0      |
| 1971/72 | Leeds United        | Anglia            | Division One   | 7     | 1      |
| 1972/73 | Leeds United        | Anglia            | Division One   | 22    | 0      |
| 1973/74 | Leeds United        | Anglia            | Division One   | 28    | 2      |
| 1974/75 | Leeds United        | Anglia            | Division One   | 33    | 5      |
| 1975/76 | Leeds United        | Anglia            | Division One   | 35    | 2      |
| 1976/77 | Leeds United        | Anglia            | Division One   | 1     | 0      |
| 1976/77 | Coventry City       | Anglia            | Division One   | 38    | 1      |
| 1977/78 | Coventry City       | Anglia            | Division One   | 40    | 2      |
| 1978/79 | Coventry City       | Anglia            | Division One   | 21    | 0      |
| 1979/80 | Tottenham Hotspur   | Anglia            | Division One   | 33    | 1      |
| 1980/81 | Tottenham Hotspur   | Anglia            | Division One   | 15    | 0      |
| 1981    | Vancouver Whitecaps | Stany Zjednoczone | NASL           | 26    | 2      |
| 1982    | Vancouver Whitecaps | Stany Zjednoczone | NASL           | 28    | 2      |
| 1982/83 | Bradford City       | Anglia            | Division Three | 3     | 0      |
| 1983/84 | Bradford City       | Anglia            | Division Three | 21    | 0      |
| 1984/85 | Bradford City       | Anglia            | Division Three | 3     | 0      |
| 1985/86 | Bradford City       | Anglia            | Division Two   | 0     | 0      |
| 1986/87 | Swansea City        | Anglia            | Division Four  | 1     | 0      |

## Kariera reprezentacyjna
W reprezentacji Walii Yorath zadebiutował 4 listopada 1969 roku w przegranym 1:4 meczu eliminacji do MŚ 1970 z Włochami, rozegranym w Rzymie. W swojej karierze grał też w: eliminacjach do Euro 72, MŚ 1974, Euro 76, MŚ 1978, Euro 80 i MŚ 1982. Od 1969 do 1981 roku rozegrał w kadrze narodowej 59 meczów i strzelił w nich 2 gole.

## Kariera trenerska
Po zakończeniu kariery piłkarskiej Yorath został menedżerem. Prowadził takie kluby jak: Swansea City, Bradford City, ponownie Swansea City, Cardiff City, Sheffield Wednesday i Margate. W latach 1988–1993 pełnił funkcję selekcjonera reprezentacji Walii. Prowadził ją między innymi w: eliminacjach do MŚ 1990, Euro 92 i MŚ 1994. Był również selekcjonerem reprezentacji Libanu.